# Delias hyparete
Delias hyparete, a Jezebel pintada, é uma borboleta de tamanho médio da família Pieridae, encontrada no sul da Ásia e no sudeste da Ásia.

## Taxonomia

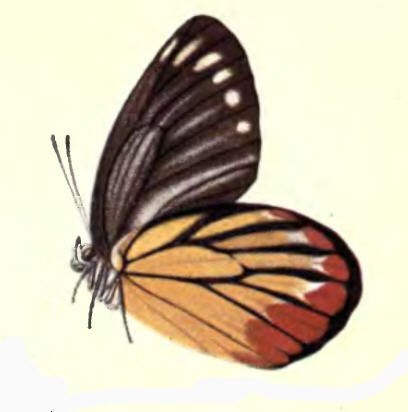
Delias hyparete hierta

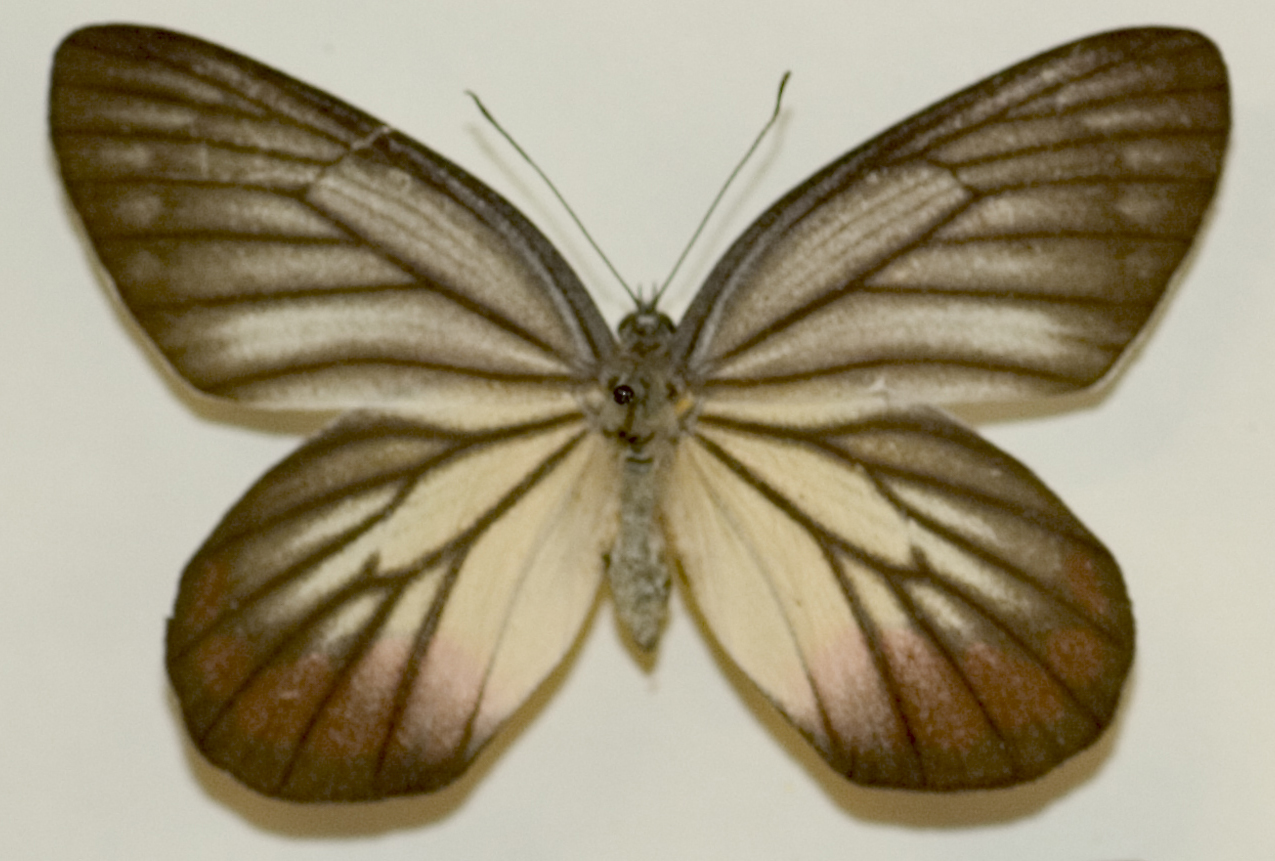
Delias hyparete metarete fêmea, lado superior

As subespécies de Delias hyparete listadas em ordem cronológica são:
- D. h. hyparete Linnaeus, 1758
- D. h. hierta Hübner, 1818
- D. h. luzonensis Felder, 1862
- D. h. mindanaensis Mitis, 1893
- D. h. Haemorrhoea Vollenhoven, 1865
- D. h. indica Wallace, 1867
- D. h. Metarete Butler, 1879
- D. h. niasana Kheil, 1884
- D. h. ethire Doherty, 1886
- D. h. lucina Distant & Pryer, 1887
- D. h. palawanica Staudinger, 1889
- D. h. aurago Snellen, 1890
- D. h. Hopopelia Hagen, 1898
- D. h. diva Fruhstorfer, 1906
- D. h. jakata Fruhstorfer, 1906
- D. h. despoliata Fruhstorfer, 1910
- D. h. domorana Fruhstorfer, 1911
- D. h. isawae Nakona, 1987
- D. h. Itohi Nakona, 1993
- D. h. Melville Yagishita, 1993

## Distribuição
O território no qual a borboleta habita localiza-se no Sri Lanka, na Índia (excepto os trechos do deserto), no norte de Mianmar, em Java e em Sumatra.